# Armenska arhitektura
Armenska arhitektura je armenski arhitektonski stil, koji ima bogatu povijest i obuhvaća gotovo tri tisućljeća razvoja.
Armenska srednjovjekovna arhitektura, i armenske crkve, imaju nekoliko razlikovnih obilježja. Imaju jedan od prvih nacionalnih stilova gradnji crkvi.
Zajedničke značajke uključuju ove elemente:
- Kupola, podsjeća na stožac planine Ararat, zaobljena je i radijalno segmentirana.[2]
- Vertikalni naglasak cijele strukture, visina crkve veća je od dužine.
- Pojačavanje dojma okomitosti s visokim, uskim prozorima.
- Zaobljeni svodovi.
- Materijal gradnje je gotovo isključivo kamen, najčešće vulkanski tuf ili bazalt.
- Složeni krov sastoji od fino rezane šindre od tufa.
- Freske i rezbarije, ako su prisutne oponašaju lišće vinove loze.
- Koriste se visoki lukovi.

Arhitektura Armenije razvijala se tisućama godina i bila je pod utjecajem Bliskog istoka, Bizanta i Europe.
Najstarija arhitektura pokazuje utjecaj države Urartu. To su bile kružne građevine, s pažljivo zidanim blokovima od lokalnoga vulkanskoga kamena.
U današnjoj Armeniji postojale su grčke kolonije, čiji su hramovi uglavnom uništeni u potresima. Osim hramova, gradili su se amfiteatri i rimske kupelji. Nakon uvođenja kršćanstva 304. godine, više grčkih hramova postali su kršćanskim crkvama.
Prve kršćanske crkve imale su tetrakonhni plan poput crkve sv. Ripisme. Katedrala u Zvartnocu (643. – 661.), srušila se 930., a njeni ostaci i danas pokazuju majstorstvo zanata armenskih graditelja.
Osim hramova, grade se i svjetovne građevine za vrijeme armenskih kraljeva. Primjenjuju se arhitektonski oblici, kao što su lukovi, koji su stoljećima ispred sličnih oblika u arhitekturi zapadne Europe. Kasnije, Armenija ulazi u razdoblje opadanja. Učestali napadi neprijatelja, nisu pogodne za izgradnju novih hramova i palača. Graditelji samo proširiju postojeće objekte.
Od 19. stoljeća, Armenija postaje pokrajina Ruskog Carstva. Slab je doprinos razvoju nacionalne kulture. Tijekom tog razdoblja, nije bilo značajnih novih građevina. Iz sovjetskog razdoblja, ističe se Matenadaran, riznica starih rukopisa i knjiga.
Armenska arhitektura postoji i u mnogim zemljama, gdje živi armenska dijaspora. Primjer je armenska katedrala u Lvivu u Ukrajini.

## Galerija
- Crkva sv. Ripisme
- Hor Virap
- Ečmijadzinska katedrala
- Sanahin
- Geghard
- Noravank
- Crkva Šogakat
- Armenska katedrala u Lvivu